# Lionel von Donop

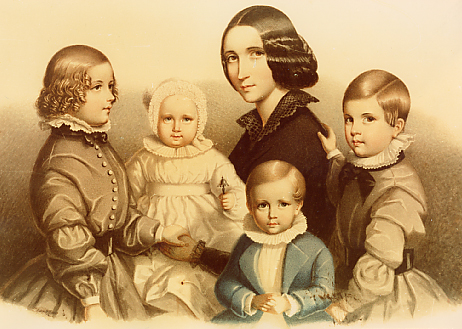
Famille du capitaine August von Donop ; à partir de la droite : Edward, Auguste Charlotte née Lorentz, Lionel, Adolar, Hugo.

Friedrich Wilhelm Gottlieb Lionel von Donop (né le 28 juillet 1844 à Detmold et mort le 26 novembre 1912 à Berlin) est un historien de l'art allemand.

## Biographie
Lionel von Donop est issu d'une famille noble qui est au service des princes de Lippe. Ses parents sont le capitaine August von Donop (de) (1812-1846) et Auguste von Donop, née Lorentz (1821-1862). Un frère aîné est l'officier et maître de cour Hugo von Donop (de) (1840-1895). Donop obtient son diplôme d'études secondaires à Detmold (de) en 1864, puis étudie à Tübingen, Berlin et Göttingen. À l'Université de Göttingen, il obtient son doctorat en 1868 avec un sujet sur l'antiquité grecque.
Il réside ensuite à Berlin. Il y publie la première collection complète de chansons pour enfants d'Hoffmann von Fallersleben en 1877. Donop travaille comme employé de la Galerie nationale de Berlin, où il a écrit des ouvrages sur l'histoire de l'art. Connu comme un excellent connaisseur du peintre Adolph von Menzel, il écrit également une soixantaine de biographies d'artistes pour l'Allgemeine Deutsche Biographie, principalement sur des peintres de l'école de Berlin. Ses derniers titres connus sont une biographie de Max Jordan et une publication sur Carl Blechen.

## Travaux (sélection)
- De variis anathemathum delphicorum generibus. (Dissertation) Kaestner, Göttingen 1868
- Kinderlieder (Hoffmann von Fallersleben). vollst. Ausg. besorgt durch L. v. Donop, Berlin 1877. [Reprint der Ausgabe von 1877, Olms, Hildesheim 1976  (ISBN 3-487-05681-X)]
- Die Verlat-Ausstellung im Museum zu Weimar. 1878
- Preller-Ausstellung in Weimar. 1878
- Ein Bildniß Lessing's von Anton Graff. 1878
- Ein Selbstbildniß von Asmus Jakob Carstens. 1880
- Verzeichnis der Gräflich Raczynski (de)’schen Kunstsammlungen in der Königlichen National-Galerie (Berlin). Mittler, Berlin 1886 (online)
- Ausstellung der Radirungen von Bernhard Mannfeld (de) in der Kgl. National Galerie. Wagner, Berlin 1890 (online)
- Friedrich Geselschap und seine Wandgemälde in der Ruhmeshalle. Wagner, Berlin 1890
- Ausstellung der Werke von Oskar Wisnieski (de) in der Königlichen National-Galerie. Mittler & Sohn, Berlin 1891 (online)
- Ausstellung von Werken Adolph Menzel’s in der Königlichen National-Galerie. Becker, Berlin 1895 (online)
- Katalog der Handzeichnungen, Aquarelle und Oelstudien in der Königl. National-Galerie Berlin. Mittler, Berlin 1902
- Max Jordan – Ein Lebensbild. Mittler & Sohn, Berlin 1907
- Der Landschaftsmaler Carl Blechen. Mit Benutzung von Aufzeichnungen Theodor Fontanes. Fischer & Franke, Berlin 1908

Allgemeine Deutschen Biographie
- Tous les objets ADB de Lionel von Donop